# Деренівка (станція)
Дерені́вка — проміжна залізнична станція Тернопільської дирекції Львівської залізниці на неелектрифікованій 
одноколійній лінії Тернопіль — Біла-Чортківська між станціями Теребовля (9,5 км) та Хоростків (12 км). Розташована в селі Деренівка Тернопільського району Тернопільської області. Поруч зі станцією пролягає автошлях міжнародного значення М19E85.

## Пасажирське сполучення
На станції Деренівка зупиняються приміські поїзди сполученням Тернопіль — Чортків.
На поїзди далекого сполучення є можливість пересісти на сусідніх станціях Теребовля або Хоростків. Також є можливість дістатися на дизель-поїзді до станції Тернопіль, де вже більш широкий вибір напрямків.
З 1 вересня 2017 року призначався дизель-поїзд сполученням Тернопіль — Гусятин щовівторка та щоп'ятниці (наразі скасований). Також раніше курсували приміські поїзди сполученням Тернопіль — Іване-Пусте та Тернопіль — Заліщики.